# Jimmy Sierra
Jimmy Sierra, född 19 juli 1949, är en friidrottare från Colombia. Han deltog vid olympiska sommarspelen 1968 och olympiska sommarspelen 1972.